# École de Chaillot
École de Chaillot (česky Škola Chaillot) je veřejná vysoká škola v Paříži. Je určena pro architekty, kteří již získali vysokoškolské vzdělání a chtějí pracovat ve státních službách. Výuka se zaměřuje na ochranu historických památek (restaurování, správa, nové využití) a urbanismus. Škola byla založena v roce 1887. Sídlí v paláci Chaillot v 16. obvodu a je součástí Cité de l'architecture et du patrimoine.

## Historie
Instituce vznikla v roce 1887 u příležitosti založení Musée des monuments français v paláci Trocadéro jako samostatná katedra dějin architektury. Jejím vedením byl pověřen architekt Anatole de Baudot (1834-1915), žák Violleta-le-Duca. Výuku prováděli architekti historických památek a archeologové.
V roce 1920 byla katedra transformována na Centre d'Études Supérieures pour la Connaissance et la Conservation des Monuments Anciens (Centrum vyšších studií pro poznání a zachování historických památek), později přejmenována na Centre d'Études Supérieures d'Histoire et de Conservation des Monuments Anciens (Centrum vyšších studií historie a zachování historických památek).
Od roku 1969 škola rozšířila vzdělání na tvorbu měst a krajiny, včetně studia o chráněných území. Od roku 2007 je součástí Cité de l'architecture et du patrimoine.

## Studium
Škola je veřejnou institucí poskytující vyšší vzdělání, studium je podmíněno složením přijímací písemné a ústní zkoušky. Výuka trvá dva roky a probíhá ve několika oborech:
- budovy: historický a technický průzkum staveb od dob antiky do 20. století, studium příčin poškození staveb prostřednictvím dějin techniky a metod výstavby, možnosti restaurování pro zachování a nové využití staveb
- město a krajina: rozvoj města z historického pohledu a jeho využití (bydlení, doprava, vybavenost), regulace urbanismu a plánů místního rozvoje, ochrana památkových rezervací, historických center měst a městské a venkovské krajiny z hlediska ekonomického, kulturního, technického a právního
- historie kulturního dědictví: vývoj hlavních historických hledisek stylu, typologie a techniky potřebný k zařazení jednotlivých objektů mezi historické památky, požadavky na archeologický a historický přístup
- legislativa a správa kulturního dědictví: průběh restaurování a nové využití objektů, ochrana a správa historických center z hlediska historie a ekonomie, právní předpisy týkající se historických památek a chráněných území.